# Otto Abraham
Otto Abraham, född 1872, död 1926, var en tysk tonpsykolog.

## Biografi
Abraham var från 1896 medarbetare vid Berlins psykologiska institution. Han ägnade sig främst åt studiet av tonpsykologiska grundproblem och åt den jämförande tonforskningen. Bland hans skrifter märks Das absolute Tonbewusstsein (1901) och Studien über das Tonsystem und die Musik der Japaner (1902), Über die Bedeutung des Phonographen für die vergleischende Musikwissenschaft (1904), Phonographierte Indianermelodien aus British-Colombia (1905). Tillsammans med Erich von Hornbostel var han föreståndare för Berlininstitutets fonogramarkiv.